# Haltepunkt Wuppertal-Sonnborn
Der Haltepunkt Wuppertal-Sonnborn ist ein Haltepunkt an der Bahnstrecke Düsseldorf–Elberfeld in Wuppertal.

## Geschichte
Der Haltepunkt in Sonnborn gehörte nicht zu den ursprünglichen Halten der Düsseldorf-Elberfelder Bahngesellschaft (Düsseldorf – Steinbeck) und wurde erst 1878 angelegt. Die Station wurde zunächst auf Höhe der Brücke Kirchhofstraße eröffnet und war zunächst der einzige Anschluss der damals noch eigenständigen Bürgermeisterei Sonnborn an das Schienennetz. Mit dem viergleisigen Ausbau der Tallinie (1910–1914) wurde der Haltepunkt an die Brücke an der Garterlaie verlegt. Fortan besaß er auch ein Empfangsgebäude und erhielt, aufgrund der Eingemeindung Sonnborns nach Elberfeld, die Bezeichnung Elberfeld-Sonnborn. Überregionale Züge hielten regelmäßig nur bis Ende der 1930er in Sonnborn. Vergleichbar mit der Bauweise der Bahnhöfe Zoologischer Garten und Unterbarmen gab es zwischen den beiden Gleispaaren Mittelbahnsteige, mit je einem Zugang über eine Bahnsteigbrücke.
Mit der Eröffnung der S-Bahnlinie 8 wurden Ende der 1980er Jahre sowohl der Fernbahnsteig als auch das Empfangsgebäude abgebrochen.

## Heutige Nutzung

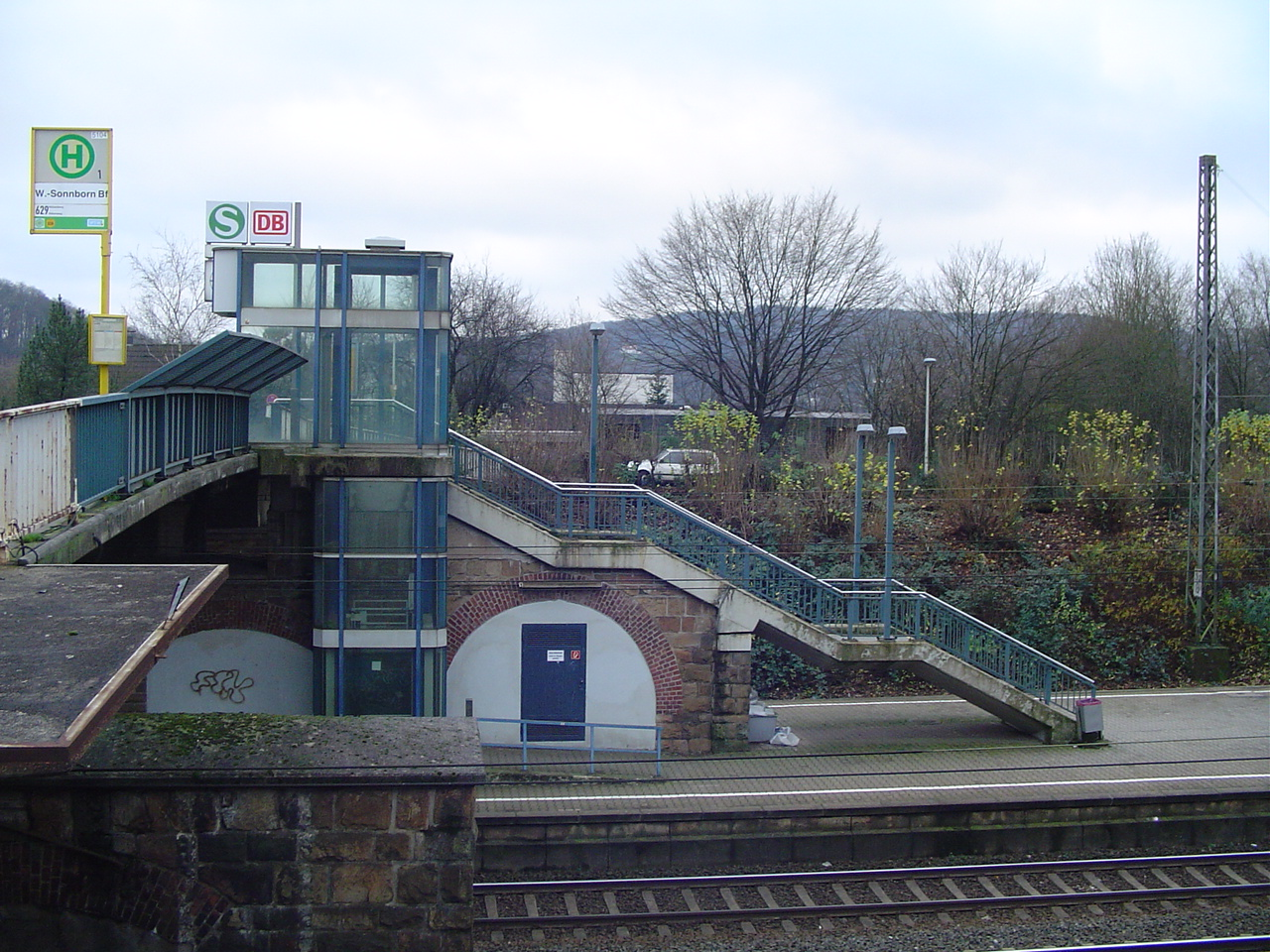
Heutige Treppenanlage

Nach der Einrichtung der S-Bahnlinie S 8 der S-Bahn Rhein-Ruhr zum 29. Mai 1988 hat der Haltepunkt keinen Fernbahnsteig mehr und wird nur noch als S-Bahn-Halt genutzt. Neben der S 8 von Mönchengladbach Hbf nach Hagen Hbf hält hier seit Dezember 2003 auch die S 9, seit September 2020 mit zwei Linienästen ab Gladbeck West (mit Verlängerung nach Recklinghausen Hbf oder Haltern am See). Der ehemalige Fernbahnsteig selbst ist komplett abgebaut, allerdings befinden sich die Fernbahngleise immer noch in derselben Lage, so dass im Bereich des Haltepunkts der Gleisabstand wesentlich größer ist als üblich. Kurz vor bzw. hinter dem Haltepunkt überquert die Bahnstrecke das Sonnborner Kreuz bzw. die Sonnborner Eisenbahnbrücke.
| Linie | Verlauf | Takt                                                                       |
| ----- | --- | -------------------------------------------------------------------------- |
| S 8   | Hagen Hbf – HA-Wehringhausen – HA-Heubing – HA-Westerbauer – Gevelsberg-Knapp – Gevelsberg Hbf – Gevelsberg-Kipp – Gevelsberg West – Schwelm – Schwelm West – W-Langerfeld – W-Oberbarmen – W-Barmen – W-Unterbarmen – Wuppertal Hbf – W-Steinbeck – W-Zoologischer Garten – W-Sonnborn – W-Vohwinkel – Haan-Gruiten – Hochdahl-Millrath – Hochdahl – Erkrath – D-Gerresheim – D-Flingern – Düsseldorf Hbf – D-Friedrichstadt – D-Bilk – D-Völklinger Straße – D-Hamm – NE Rheinpark-Center – NE Am Kaiser – Neuss Hbf – Büttgen – Kleinenbroich – Korschenbroich – MG-Lürrip – Mönchengladbach Hbf Stand: Fahrplanwechsel Dezember 2023 | 30 min 60 min (Hagen–Oberbarmen) 20 min (Oberbarmen–M’gladbach wochentags) |
| S 9   | Linienweg 1: Haltern am See – Marl-Hamm – Marl Mitte – GE-Hassel – GE-Buer Nord – Linienweg 2: Recklinghausen Hbf – Herten (Westf) – Hauptlinienweg: Gladbeck West – Bottrop-Boy – Bottrop Hbf – E-Dellwig Ost – E-Gerschede – E-Borbeck – E-Borbeck Süd – Essen West – Essen Hbf – E-Steele – E-Überruhr – E-Holthausen – E-Kupferdreh – Velbert-Nierenhof – Velbert-Langenberg – Velbert-Neviges – Velbert-Rosenhügel – Wülfrath-Aprath – W-Vohwinkel – W-Sonnborn – W-Zoologischer Garten – W-Steinbeck – Wuppertal Hbf – W-Unterbarmen – W-Barmen – W-Oberbarmen – W-Langerfeld – Schwelm West – Schwelm – Gevelsberg West – Gevelsberg-Kipp – Gevelsberg Hbf – Gevelsberg-Knapp – HA-Westerbauer – HA-Heubing – HA-Wehringhausen – Hagen Hbf Stand: Fahrplanwechsel Dezember 2023 | 60 min (je Linienast) 30 min (Gladbeck–Wuppertal) 60 min (Wuppertal–Hagen) |

Direkter Anschluss besteht an die Taxibuslinie 629. Zudem ist die Schwebebahnstation Sonnborner Straße fußläufig zu erreichen.
| Linie | Verlauf | Takt                         |
| ----- | --- | ---------------------------- |
| T629  | (W-Nützenberg, Rabenweg – W-Elberfeld, Varresbecker Straße -) W-Sonnborn, Sonnborner Straße – W-Sonnborn Bahnhof – W-Lüntenbeck, Ort | 60 min (in HVZ z. T. 15 min) |